# Alexander Lapin
Alexander Lapin (* 3. März 1952 in Prag) ist ein österreichischer Chemiker, Mediziner, Theologe, Universitätsdozent und der erste orthodoxe Militärseelsorger des Österreichischen Bundesheeres.

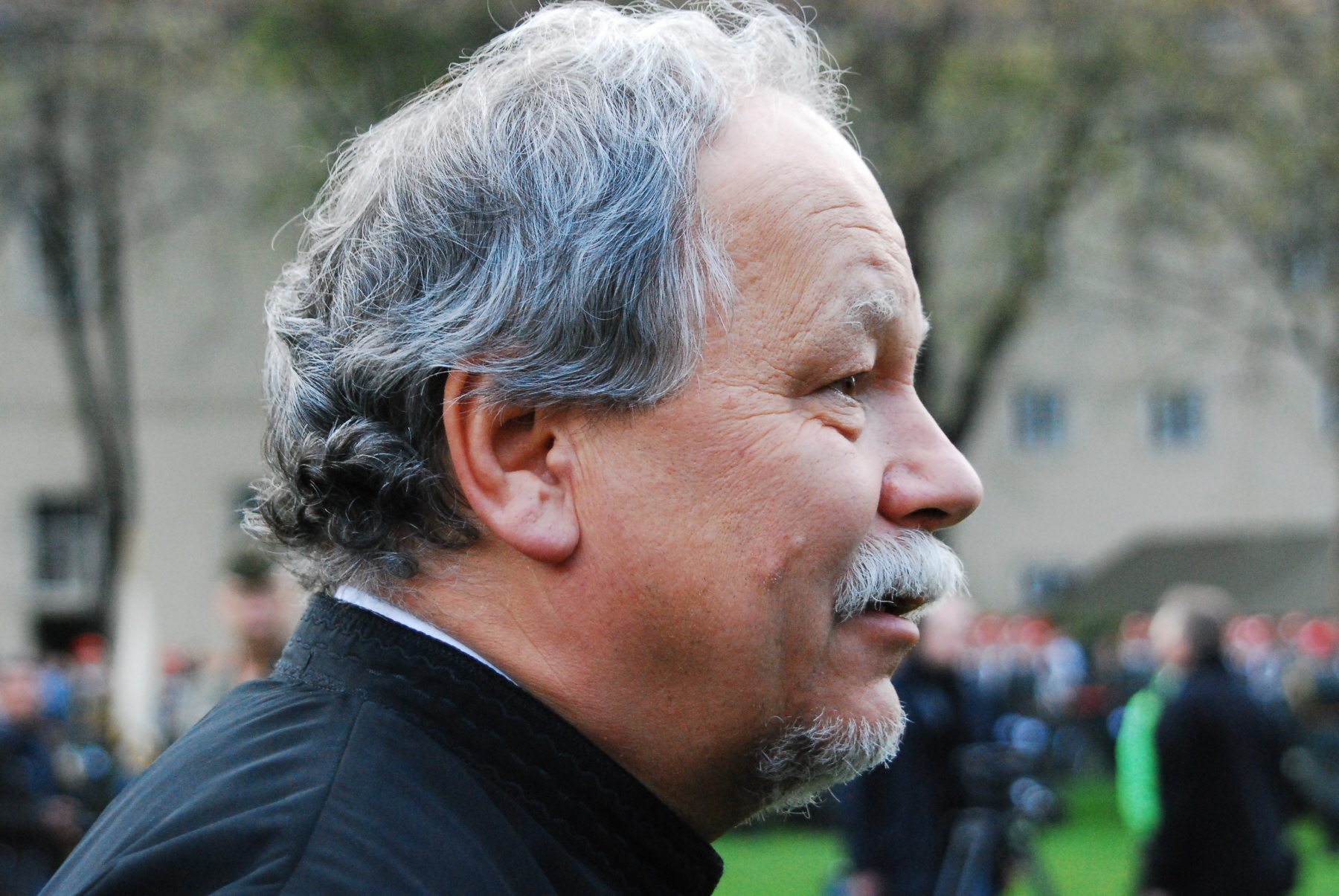
Alexander Lapin im Jahre 2012

## Werdegang
Alexander Lapin, der russischen Vorfahren hat, wurde in Prag geboren, besuchte von 1957 bis 1968 die Volks- und Mittelschule in seiner Geburtsstadt, maturierte am Lycée Français de Vienne und studierte anschließend Chemie an der Universität Wien, wo er 1978 in biochemischer Analytik und Neurochemie promovierte.
Von 1975 bis 1980 war Lapin Assistent an der Abteilung für Biochemische Psychiatrie und absolvierte Studienaufenthalte in Deutschland und Großbritannien. 1976 begann er ein Studium für Medizin an der Universität Wien, das er 1984 mit der Promotion abschloss. Anschließend leistete er den Präsenzdienst beim Österreichischen Bundesheer und war von 1982 bis 1989 nach kurzer Tätigkeit am Anatomischen Institut als Assistent und später als Oberarzt am Institut für Klinische Chemie und Labordiagnostik tätig. Anschließend übernahm er die Leitung des chemischen Labors an der Poliklinik, welches nach seinem Abgang aus der Poliklinik geschlossen wurde.
1992 habilitierte er auf dem Gebiet der Proteindiagnostik in der klinischen Nephrologie und übernahm 1994 die Leitung des chemischen Labors der Semmelweis-Frauenklinik. 1998 wurde er schließlich zum Leiter des Labors im Sozialmedizinischen Zentrum Sophienspital bestellt.
Nebenberuflich studierte Lapin Orthodoxe Theologie an der Universität Prešov und schloss es 2002 mit dem Magisterium ab. Als am 1. Juli 2011 die Orthodoxe Militärseelsorge in Österreich ins Leben gerufen wurde, übernahm Alexander Lapin deren Leitung.
Lapin unterrichtet unter anderem an der Kirchlichen Pädagogischen Hochschule Wien/Krems die angehenden orthodoxen Religionslehrer. Er ist mit der Ärztin Ulrike Lapin verheiratet und Vater von drei erwachsenen Kindern.

## Veröffentlichungen (Auswahl)
- Magisterarbeit „Orthodoxes Christentum, Bioethik und die Krise der modernen wissenschaftlichen Erkenntnis“, 2002, ISBN 3832463321, ISBN 9783832463328
- „Kirchen und Staat am Scheideweg? : 1700 Jahre Mailänder Vereinbarung“ : Beiträge zu einer Veranstaltung der Evangelischen, Katholischen und Orthodoxen Militärseelsorge am 19. November 2013 / Institut für Religion und Frieden ; Christian Wagnsonner, Karl-Reinhart Trauner, Alexander Lapin (Hg.)